# عيشون بن سليمان الأعرابي
عيشون بن سليمان بن يقظان الكلبي الأعرابي القضاعي كان ابن سليمان العربي ، الوالي الأندلسي لبرشلونة وجرندة في أواخر القرن الثامن.
انضم عيشون مع والده سليمان العربي إلى جيش شارلمان الذي حاصر سرقسطة في عام 778. عندما فشلت سرقسطة في الاستسلام، أخذ شارلمان رهائن من حلفائه، فأسر والد عيشون وهو سليمان.
وكان عيشون وأخوه مطروح العربي متحالفين مع الباسكيين، وفي معركة ممر رونسفال هاجموا قطار أمتعة الجيش الفرنجي في عام 778، وأطلقوا سراح والدهم. عاد والدهم إلى سرقسطة وأرسله إلى مطروح ليحكم برشلونة وجرندة. لكن في عام 780م قُتل سليمان على يد صديقه السابق حسين السرقسطي.
ونتيجة لذلك، أعطى عيشون ولاءه لأمير قرطبة، عبد الرحمن الأول، الذي كان يسعى إلى فرض السيطرة على دول شمال إيبيريا الجرمانية. شارك في الهجوم على سرقسطة في عام 781 (الذي أجبر حسين على الاستسلام) وفي الحملات اللاحقة إلى أراضي الباسك وسيردانيا، ثم انتقل إلى برشلونة حيث خضع شقيقه أيضًا للأمير.
وكان لدى عيشون خادمان: عمروس بن يوسف، وهو قائد مستقبلي، وصبريط، خدم مطروح بعد عام 785. ثار مطروح واستولى على هويسكا وسرقسطة حوالي عام 789م. إلا أن مطروح قُتل على يد عمروس (الذي أصبح مؤيدًا للأمير) وسرحبيل بن سلطان الزوجي في عام 791 أو 792.
ويذكر العُذري أن عيشون أُسر أثناء الاستيلاء على جرندة وأُرسل إلى آخن الألمانية. وبحسب العذري، فقد هرب عيشون فيما بعد بمساعدة خادمه عمرو.
تشارك عيشون اسمه مع قائد أندلسي آخر هو عيشون ، زعيم الثورة في عام 826. وبناءً على ذلك، اقترح المؤرخون، ومنهم العُذري، أن عيشون هرب في عام 826 عندما كان رجلاً مسنًا، ليقود ثورة القوط ويحث على السلام مع المسلمين. ولكن لا يوجد دليل يثبت ذلك، وربما كان الأمر مجرد خلط بين شخصين مختلفين يحملان أسماء متشابهة.